# Mustafà ibn Mahmud
Mustafà ibn Mahmud (àrab: أبو النخبة مصطفى باشا باي) (Tunis, agost de 1786 - la Goleta, 10 d'octubre de 1837) fou bei de Tunis de la dinastia husaynita de Tunísia de 1835 a 1837.
Era fill de Mahmud ibn Muhammad i el germà petit d'al-Husayn II ibn Mahmud, i fou designat hereu pel seu germà el 1824 i el va succeir quan va morir el 20 de maig de 1835. El 15 de desembre següent fou nomenat general de l'exèrcit otomà.
El febrer de 1837, sota consell del gran visir Sidi Rashid al-Shakir Sahib al-Tabaa va fer un cens dels joves del àis entre 10 i 25 anys per reclutar-los per l'exèrcit; la població de la ciutat, que fins aleshores estava lliure de servir a l'exèrcit, es va enfurismar, i es va crear una gran tensió. Els notables van fer saber que el projecte violava els privilegis tradicionals dels ciutadans. El bey però mantenia el seu pla, i només el va abandonar per una revolta de les tribus de l'oest del país, fent necessari l'enviament a la zona de l'exèrcit; suprimida la rebel·lió el projecte fou arxivat. L'instigador, el gran visir, fou executat l'11 de setembre de 1837 al palau del Bardo; el bey el va acusar de conspirar contra la dinastia i contra la seva vida. El va substituir un altre mameluc de nom Mustafà Khaznadar, antic esclau d'origen grec, que tenia només 21 anys.
Va morir pocs dies després, el 10 d'octubre de 1837 i el va succeir el seu fill Ahmad I ibn Mustafà.